# Touyserkan
Touyserkan este un oraș din Iran.